# 田谷力三
田谷 力三（たや りきぞう、1899年〈明治32年〉1月13日 - 1988年〈昭和63年〉3月30日）は、大正から昭和期に活躍したオペラ歌手。正統派のテノール歌手としてだけでなく、浅草オペラの花形として、多くの人に愛された。また、田力（でんりき）という愛称でも知られた。

## 来歴・人物

### 年少期
1899年（明治32年）、東京市神田区（現・東京都千代田区）の生まれ。旗本田谷家の血を引く家系に生まれる。銀座のネクタイ商銀座田屋の創業者田谷常吉も同族。家が没落したため学資の不要な場所を求めていた10歳の時に、日本橋にある三越で少年音楽隊に出会った。すぐに「三越少年音楽隊」に入門。当初はヴァイオリン、ホルンなどの器楽を学んだが、既に楽器経験者の団員が多かったため、始めは成績優秀ではなかった。しかし偶然にも、その天性の美声を認められて声楽家として早くも頭角を現した。V・ローシー（ヴィットリオ・ロッシ）に師事し、1917年に18歳のときにローヤル館の「プム大将」でオペラ歌手として満を持してデビューする。

### オペラ歌手として
1918年（大正7年）3月、原信子歌劇団の結成に参画。秋月正夫、清水金太郎らと浅草オペラで活動し、当時は物珍しかったオペラのパイオニア的存在としてその名を轟かせた。田谷の歌声に感動して、藤原義江（当時は戸山英次郎）も新国劇を辞して歌手を志した。他にも東八郎や大宮敏充（デン助）にも芸能界へ入る志を与えたといわれている。
大正年間、浅草オペラにおいて人気の頂点に君臨し続け、浅草オペラ壊滅後も"オペラ歌手"（サイン・名刺に常に記していた）として華々しい活躍を続け、本格的なオペラ、オペレッタの舞台に終戦後まで立っている。
浅草時代から得意としていた役はビゼー作曲『カルメン』のドン・ホセ、プッチーニ作曲『ラ・ボエーム』のロドルフォ（日本初演）など、叙情的と劇的の両面を併せ持った重要な役が多い。

### 作品
代表曲に『恋はやさし野辺の花よ』（スッペ：⇒オペラの中では女声の歌だが、新しい日本語歌詞を付けて男声の持ち歌として独立した形）『海賊ディアボロの唄』（オベール）『ベアトリ姐ちゃん』（スッペ）『オゝソレミオ』『巴里の屋根の下』『海のない港の唄』などがあり、後年『知床旅情』などの最新曲をレパートリーに加えるなど、幅広いジャンルの唄を持ち歌にしている。

### 浅草オペラ壊滅以後
浅草オペラ壊滅以後は『巴里の屋根の下』『海のない港の唄（羽衣歌子とのデュエット）』などのヒットを出すも、やがて人気は低迷、1933年（昭和8年）頃から再び浅草を本拠地に活動を行う。浅草における田谷の人気は絶大で田力（でんりき）の愛称で親しまれ、リサイタルは最晩年も超満員であるほどであった。
1945年（昭和20年）の東京大空襲で身体を壊し、一時歌声を失うものの、必死のリハビリで1948年（昭和23年）に復帰。懐メロブームにのり、人気も復活する。また、浅草オペラ唯一の現役歌手とスポットがあたり、1970年（昭和44年）から長らく続けた、銀座のバー「ばんく」における週一度のステージも話題となった。

### 受賞
1964年（昭和39年）と1966年（昭和41年）に文部省芸術祭奨励賞を受賞。1970年（昭和45年）に紫綬褒章、1974年（昭和49年）に第16回日本レコード大賞特別賞、1976年（昭和51年）に勲四等旭日小綬章、1978年（昭和53年）に3度目となる文化庁芸術祭優秀賞を受賞している。

### 晩年
80歳を過ぎてもなお活躍し、松島詩子の傘寿記念リサイタルにおいての合計年齢166歳デュエット（1985年〈昭和60年〉）や再婚（1982年〈昭和57年〉に再婚。相手は長年のマネージャーで愛人、先妻（女優の水上智佐子）の介護も行っている。1987年（昭和62年）に田谷よりも先に死去。両妻との子はなく、田谷の血は一代で途絶えた）や、不忍池にゴンドラを浮かべてのリサイタル（1986年〈昭和61年〉）、最晩年にはフジテレビの『夕やけニャンニャン』「ザ・スカウト〜アイドルを探せ〜」の審査員を務め、田谷の名前を知らなかった視聴者やおニャン子クラブのファンにも名が知られるようにもなった。
生涯現役を通し、日本の芸能史だけではなく音楽界にも大きな足跡を残した人物である。常々「見られる職業だから」と、毎日発声練習は欠かさず、最晩年まで足腰を鍛えるため常に階段を使う（自身の住居であった池之端のマンションの部屋は6階にあり、毎日軽快な足取りで階段を往復していた）など、節制を続けており、生涯若々しい風貌、身の動き、歌声を保った。
亡くなる1年前の1987年（昭和62年）には、デビュー前に活動した三越本店1階中央ホール（建物は昭和初期の再建）でライヴを果たしていたが、翌1988年（昭和63年）3月30日、心筋梗塞と心不全のため死去した。89歳没。亡くなる2週間前に、親類の結婚式（翌日に心臓発作で入院）で歌ったのが、事実上最期のステージであった。墓所は大田区池上本門寺。
死後、遺体は献体され解剖された。特に生涯人々を魅了し続けた声帯は、その年齢から当然考えられるような衰えが全く見られぬ鍛え抜かれた若々しいもので、解剖に携わった医学関係者たちをも大いに驚かせた。

## テレビ出演
- 風雪 / 浅草オペラ誕生（1965年、NHK） - 歌手 役

## 弟子
田谷は生涯、弟子を取り、東八郎らを育て上げた。
- 東八郎
- 大宮敏充

## その他
- 浅草オペラのファンであった宮沢賢治は、1924年に執筆した自作の詩「函館港春夜光景」（『春と修羅』 第二集）に

あはれマドロス田谷力三は、
ひとりセビラの床屋を唱ひ、
と田谷の名前を読み込んでいる。その縁で、田谷は1984年に賢治の没後50年を記念して開かれた「音楽の夕べ」に招かれ、賢治に歌声を捧げた。
- 浅草の六芸神のひとりは、田谷をモデルにしている。

- リアルタイムでは田谷を知らない世代のレッツゴーよしまさに物真似されている。田谷を知る世代の古舘伊知郎のYouTubeに出演した際、古舘に「田谷力三さん出来んですか？」と驚かれた。